# Epidendrum ammophilum
Epidendrum ammophilum är en orkidéart som beskrevs av João Barbosa Rodrigues. Epidendrum ammophilum ingår i släktet Epidendrum och familjen orkidéer. Inga underarter finns listade i Catalogue of Life.